# Bom Jardim
Bom Jardim – miasto i gmina w Brazylii, w stanie Rio de Janeiro. Znajduje się w mezoregionie Centro Fluminense i mikroregionie Nova Friburgo.